# MPEG-A
MPEG-A é um conjunto de padrões para composição de sistemas MPEG formalmente conhecido como ISO/IEC 23000 - Multimedia Application Format, publicado desde 2007.
O MPEG-A consiste em 20 partes, incluindo:
- MPEG-A Part 1: Objetivo dos formatos de aplicativos multimídia
- MPEG-A Part 2: formato de aplicativo do reprodutor de música MPEG
- MPEG-A Part 3: formato de aplicativo do reprodutor de fotos MPEG
- MPEG-A Part 4: formato de aplicativo de apresentação de slides musical
- MPEG-A Part 5: formato de aplicativo de streaming de mídia
- MPEG-A Part 6: Formato de aplicativo de arquivamento profissional
- MPEG-A Part 7: formato de aplicativo de acesso aberto
- MPEG-A Part 8: formato de aplicativo de vídeo portátil
- MPEG-A Part 9: formato de aplicativo de transmissão multimídia digital
- MPEG-A Part 10: Formato de aplicativo de vigilância
- MPEG-A Part 11: formato de aplicativo de vídeo estereoscópico
- MPEG-A Part 12: formato de aplicativo de música interativo
- MPEG-A Part 13: formato de aplicativo de realidade aumentada
- MPEG-A Part 15: Formato de aplicativo de preservação multimídia
- MPEG-A Part 16: formato de aplicativo de publicação/assinatura
- MPEG-A Part 17: Formato de aplicativo de mídia sensorial múltipla
- MPEG-A Part 18: Formato de aplicativo de link de mídia
- MPEG-A Part 19: Formato de aplicativo de mídia comum (CMAF) para mídia segmentada (MPEG CMAF),[4] – um formato de aplicativo de mídia para mídia ABR (taxa de bits adaptável)